# Jewel Howard-Taylor

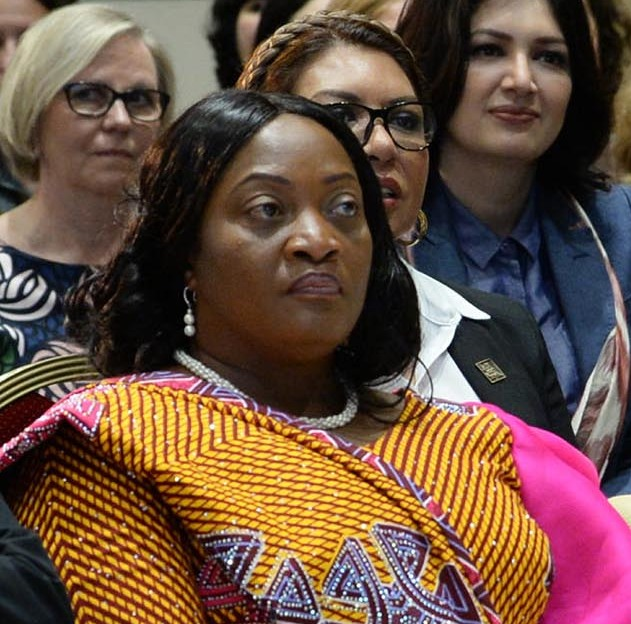
Jewel Taylor auf der 30. International Women Leaders Conference von MASHAV in Israel (2018)

Jewel Cianeh Howard-Taylor (* 17. Januar 1963 in Liberia) ist eine liberianische Politikerin und Geschäftsfrau. Sie war die ehemalige First Lady und Ehefrau des gestürzten Präsidenten Charles Taylor. Vom 22. Januar 2018 bis zum 22. Januar 2024 war sie in der Regierung Weah Vizepräsidentin von Liberia.

## Leben
Die  Liberianerin hat am Cuttington College studiert und verfügt über ein Diplom als Bankkauffrau sowie zwei Bachelor-Abschlüsse in Finanzökonomie (Banking and Economics).
Als Ehefrau des Rebellenführers Charles Taylor wurde sie nach dessen Wahl zum Präsidenten die „First Lady“ Liberias. Sie trat auch selbst als Politikerin in Erscheinung und bekleidete in der Regierung ihres Mannes einige repräsentative und karitative Ämter.
Nach dem erzwungenen Rücktritt Präsident Taylors reichte Jewel Taylor die Scheidung ein. Nach der Trennung setzte sie ihre politische Karriere als Mitglied der National Patriotic Party von Liberia erfolgreich fort und kandidierte bei den Wahlen zum Senat und Repräsentantenhaus Liberias im Bong County.

## Ämter
Jewel Howard-Taylor  ist: 
- „Senior Senatorin“ des Bong County
- Ausschussvorsitzende  für die Sozial-Bereiche Health and Social Welfare, Gender, Women and Children Committee (deutsch: Gesundheitswesen, Wohlfahrtspflege, Gleichberechtigung sowie im Mutter-Kind-Komitee)
- Stellvertretende Ausschussvorsitzende für Banking, Insurance & Currency (deutsch: Banken- und Versicherungswesen und Währungsangelegenheiten)
- Stellvertretende Ausschussvorsitzende für Public Accounts and Audits (deutsch: Öffentliche Beschwerden und Anhörungen)
- Mitglied im Ausschuss Lands, Mines and Energy (deutsch: Landnutzung, Bergbau und Energieerzeugung)
- Mitglied im Ausschuss Planning and Economic Affairs (deutsch: Planung und Wirtschaftsentwicklung)
- Mitglied im Ausschuss Pension, Insurance and  Social Security (deutsch: Pensionen, Lebens- und Sozialversicherungssysteme)
- Mitglied im Ausschuss Foreign Relations (deutsch: Auswärtige Angelegenheiten)[1]

Sie ist auch im Vorstand dieser liberianischen Banken vertreten:
- National Bank of Liberia, als Präsidentin
- Agriculture Cooperative Development Bank (ACDB)
- First Union National Bank (Mortgage Financing Underwriter - deutsch: Hypotheken-Finanzierung).[1]